# Batuan (Sukawati)
Batuan is een bestuurslaag in het regentschap Gianyar van de provincie Bali, Indonesië. Batuan telt 8653 inwoners (volkstelling 2010).